# Etheostoma stigmaeum
Etheostoma stigmaeum és una espècie de peix de la família dels pèrcids i de l'ordre dels perciformes.

## Morfologia
- Pot assolir els 6,1 cm de llargària màxima,[4] tot i que la seua mida normal és de 4.[5][6]
- Cos de color marró clar a color palla al llarg de la part posterior i els costats, i esdevenint groc clar i blanc al ventre. Els mascles reproductors tenen vuit grans franges de color turquesa al llarg dels seus costats. Les bases de les aletes pèlviques i anal són de color turquesa, mentre que llurs vores i totes les altres aletes són, en general, clares. L'aleta dorsal té una franja blanca seguida per una altra de color vermell rovellat, una altra blava i una altra negra a nivell basal. Les galtes i els llavis són de color turquesa brillant.
- Musell rom.
- La seua longevitat s'atansa als 3 anys.[7]

## Reproducció
Té lloc a l'abril a Tennessee i Kentucky, entre l'abril i el maig a Kansas i Missouri, del març al maig a Arkansas, i des de finals del març fins a principis de l'abril a molts altres indrets. Els ous són enterrats en el substrat del fons aquàtic i fan la desclosa als 9-10 dies i a 17-20 °C de temperatura.

## Alimentació
Menja larves de mosquit, microcrustacis, efímeres i frigànies.

## Hàbitat
És d'aigua dolça, bentopelàgic i de clima temperat (38°N-31°N), el qual viu als gorgs de fons sorrenc i rocallós de rierols i rius petits o mitjans de corrent ràpid.

## Distribució geogràfica
Es troba als Estats Units: conca del riu Mississippí des de l'oest de Virgínia fins al sud-est de Kansas i Louisiana, incloent-hi Arkansas, Kentucky, Missouri, Mississipi, Oklahoma i Tennessee; les conques fluvials del golf de Mèxic des de la badia de Mobile i la badia de Pensacola (Geòrgia, Alabama i Florida) fins al riu Sabine (Louisiana); i els rius Clinch i Powell a Virgínia i Tennessee.

## Observacions
És inofensiu per als humans.